# Dirección General de Deportes
La Dirección General de Deportes (DGD) es el órgano directivo del Consejo Superior de Deportes encargado de planificar y ejecutar la política del Consejo en el ámbito deportivo. Su director es nombrado por el presidente del Consejo Superior de Deportes de entre los funcionarios de carrera del subgrupo A1, es decir, que posean como mínimo un grado universitario.
El director general sustituye al presidente del Consejo Superior de Deportes en los casos de vacante, ausencia y enfermedad. En caso de vacante del director general, este será sustituido por el subdirector general de Alta Competición.

## Historia
La Dirección General de Deportes se crea por Real Decreto 1466/1988, de 2 de diciembre, por el que se reorganiza el Consejo Superior de Deportes, siendo sucesora de la Dirección General del CSD, que actuaba desde su creación como segundo escalafón del Consejo Superior, al igual que ahora.
En ese reforma de 1988, se creó tanto la DGD como la Dirección General de Infraestructuras Deportivas, que desde 2012 pasaron a ser una única, pues se suprimió la segunda de ellas y la Dirección General de Deportes asumió sus funciones.

## Estructura
De la Dirección General de Deportes dependen los siguientes órganos:
- La Subdirección General de Alta Competición, a la que le corresponde la supervisión de las federaciones deportivas españolas, el establecimiento de sus regímenes jurídicos y económicos, la concesión de ayudas y subvenciones, así como el apoyo a la formación y perfeccionamiento de los deportistas de alto nivel. Asimismo, se encarga de la gestión de la celebración de competiciones deportivas oficiales de carácter internacional en el territorio español, así como la participación de selecciones españolas en competiciones internacionales, de las tareas de mediación entre federaciones y ligas profesionales, y de la realización de estadísticas deportivas. Por último, se encarga de proponer, elaborar y desarrollar normas, actuaciones y medidas dirigidas a remover los obstáculos que impidan la igualdad de los deportistas de alto nivel con discapacidad.
- La Subdirección General de Promoción e Innovación Deportiva, a la que corresponde la gestión de las instalaciones deportivas del CSD, el mantenimiento de las existentes y la construcción de nuevas, el diseño de planes y programas de tecnificación deportiva, así como realizar estudios para impulsar la mejora del rendimiento y del resultado de los deportistas. Igualmente, en coordinación con las comunidades autónomas, fomenta el deporte en otros colectivos ajenos al deporte profesional y la realización de competiciones deportivas escolares y universitarias de ámbito nacional e internacional.
- La Subdirección General de Mujer y Deporte, a la que corresponde la propuesta, elaboración y desarrollo de normas, actuaciones y medidas dirigidas a asegurar la igualdad de trato y de oportunidades de las mujeres y remover los obstáculos que impidan la igualdad o generen discriminación por razón de sexo, en el ámbito deportivo, la elaboración y desarrollo de estudios, planes, programas y estrategias que fomenten la presencia de las mujeres en el ámbito de la actividad física y el deporte en todas las edades, modalidades deportivas, niveles profesionales, órganos directivos y de gobierno, y la promoción y coordinación de líneas de actuación que impulsen una imagen positiva, especialmente en los medios de comunicación, de las mujeres en el deporte, diversificada y exenta de estereotipos de género en colaboración con instituciones y organismos nacionales e internacionales.
- La Subdirección General de Régimen Jurídico del Deporte, a la que le corresponde todo lo relativo al asesoramiento legal y jurídico del CSD y de la Dirección General, así como la resolución de recursos y reclamaciones. Es responsable de proponer a la Comisión Deportiva la aprobación de estatutos y reglamentos de federaciones deportivas, ligas profesionales, agrupaciones de clubes y entes de promoción deportiva de ámbito estatal, así como el registro de todas ellas en el Registro de las asociaciones deportivas. También supervisa a las sociedades anónimas deportivas, autorizando su inscripción y, en su caso, instruir los expedientes sancionadores contra ellas.
- La Secretaría General, a la que corresponde la gestión diaria del CSD, siendo responsable de las políticas de personal, económicas, presupuestarias, de régimen interior, seguridad e informática. También supervisa las competencias relativas a educación deportiva de competencia estatal, acreditación de competencias y homologación de títulos, así como la elaboración de programas de formación permanente de los entrenadores y técnicos, en los ámbitos profesionales y deportivos; e impulsar y desarrollar las restantes acciones que correspondan al organismo en este ámbito.
- La Subdirección General de Ciencias del Deporte, a la que le corresponde el apoyo a las tareas de protección de la salud de los deportistas, el fomento de la innovación tecnológica en el deporte y el establecimiento de un sistema de seguimiento, reconocimientos y protección de salud a los deportistas de alto nivel, y de los deportistas profesionales, así como de las especificidades de tales deportistas cuando finaliza la actividad deportiva.

## Directores generales
- Rafael Cortés Elvira (1988-1993)
- Manuel Fonseca de la Llave (1993-1994)
- Alfonso Arroyo Lorenzo (1994-1996)
- Santiago Fisas Ayxelá (1996-1998)
- Eduardo Ayuso Canals (1998-1999)
- Eugenio López Álvarez (1999-2000)
- Guillermo Jesús Jiménez Ramos (2000-2004)
- Rafael Blanco Perea (2004-2007)
- Manuel Fonseca de la Llave (2007-2008)
- Albert Soler Sicilia (2008-2011)
- Matilde García Duarte (2011-2012)
- David Villaverde Page (2012-2013)
- Ana Muñoz Merino (2013-2015)
- Óscar Graefenhain de Codes (2015-2016)
- Jaime González Castaño (2016-2018)
- Mariano Soriano Lacambra (2018-2020)[4]
- Joaquín María de Arístegui (2020-2021)[5]
- Albert Soler Sicilia (2021-2023)[6]
- Fernando Molinero Revert (2023-presente)[7]